# Gioco del coniglio
Il gioco del coniglio è un gioco ad informazione perfetta introdotto da Harold Hotelling ad inizio anni sessanta del XX secolo come problema di teoria dei giochi. Come per il paradosso dei due gelatai, anche qui Hotelling propose un gioco competitivo le cui soluzioni dipendono dalle scelte successive dei giocatori. Esso venne concepito per rappresentare relazioni tra diverse gerarchie sociali, pensando all'ordine di chiamata nel gioco come alla ricchezza posseduta dall'individuo.

## Il gioco
Possiamo pensare gli {\displaystyle n} giocatori come disposti in cerchio e immaginiamo sia presente anche un moderatore al centro tra essi. Il moderatore, per preparare il gioco, interpellerà per primo il giocatore numero {\displaystyle 1} e poi procederà ad interpellare gli altri giocatori in senso antiorario. Egli chiederà ordinatamente ai giocatori di scegliere tra due specie, lupi o conigli, ed essi risponderanno in modo che tutti gli altri giocatori sentano.
I giocatori possono trovarsi in due stati: i conigli possono essere vivi o morti, mentre i lupi possono essere sazi o affamati. Alla fine del gioco verranno ritenuti vincitori tutti i conigli vivi e tutti i lupi sazi, ma ad inizio giro (ossia una volta completata la preparazione del gioco) tutti i conigli sono vivi e tutti i lupi sono affamati.
Stabilita la specie di appartenenza di ciascun giocatore, si parte di nuovo dal giocatore numero {\displaystyle 1}. Se egli è un lupo (affamato) dovrà scegliere, se possibile, uno tra i conigli presenti nel cerchio, mangiarlo e saziarsi, mentre il coniglio in questione verrà considerato morto. Se invece egli è un coniglio dovrà semplicemente passare il turno oppure, ma solo se è l'unico coniglio presente nel cerchio, fuggire via e salvarsi.
Si continua allo stesso modo: ogni giocatore, se è un lupo (affamato), dovrà scegliere tra uno qualunque dei conigli vivi presenti nel cerchio e mangiarlo, se è un coniglio dovrà o passare il turno oppure, se e solo se è l'ultimo coniglio presente nel cerchio nell'ordine di chiamata, potrà fuggire via insieme a tutti gli altri conigli rimasti vivi.
Nella versione originaria, la possibilità dei conigli di fuggire in branco allorché l'ultimo vivo di essi venisse chiamato era omessa, preferendo lasciarla come possibile ipotesi aggiuntiva. In tale versione perciò i conigli potranno solo passare il turno e aspettare la fine del giro.

## Soluzioni base stabili
È stato osservato sin da subito come il problema così esposto sia sotto specificato, ma Hotelling ne lasciò invariata l'esposizione poiché quando il gioco veniva giocato nella realtà si osservava, senza bisogno di ipotesi aggiuntive, la presenza di particolari conformazioni in linea con le soluzioni stabili predette dalla teoria.
A livello matematico, ad ogni modo, occorre fare delle assunzioni. La prima è l'assunzione standard in base alla quale tutti i giocatori ragionano perfettamente e giocheranno con l'unico interesse di vincere il gioco.
Quello che rimane non specificato è il comportamento che un giocatore debba assumere nel caso in cui la sua sorte sia già segnata, ossia che, indipendentemente dalla sua scelta, egli risulterà vincitore o sconfitto. Una delle possibilità è affrontare, in prima analisi, lo studio delle cosiddette soluzioni base stabili, ossia i profili di strategie adottate dai giocatori in presenza di particolari vincoli. Conviene visualizzare tali vincoli come assiomi. L'analisi delle soluzioni base stabili è tanto più utile quanto più fedelmente gli assiomi introdotti rispecchiano comportamenti "reali" dei giocatori (ossia comportamenti che i giocatori, pur senza vincoli, perseguirebbero).
Sono due gli assiomi immediati che possono essere introdotti per specificare completamente il comportamento dei giocatori:
1. assioma {\displaystyle (M)}: se ciascuna scelta ci porta alla vittoria, saremo magnanimi (ossia faremo la scelta conveniente per l'avversario o gli avversari);
2. assioma {\displaystyle (DV)}: se ciascuna scelta ci porta alla sconfitta, saremo vendicativi (ossia faremo la scelta che penalizza anche l'avversario o gli avversari).

Tali assiomi possono anche essere assunti insieme, ma si vedrà che, se si assume {\displaystyle (DV)}, allora assumere {\displaystyle (M)} non cambia la natura del gioco. Perciò è prassi scegliere {\displaystyle (DV)} come unico assioma aggiuntivo. Questo non vuol dire, come si potrebbe pensare, che assumere singolarmente {\displaystyle (M)} o {\displaystyle (DV)} porti alle stesse soluzioni.
Poniamoci allora in questa situazione, in cui accettiamo l'assioma standard e l'assioma {\displaystyle (DV)}. Osserviamo preliminarmente che, come conseguenza della struttura sopracitata, ciascun giocatore non rinuncerà mai alla benché minima possibilità di vincere il gioco (un giocatore non sceglierà mai, ad esempio, di vendicarsi di chi lo ha posto nella condizione di morte quasi certa, preferendo invece puntare sulla, piccola quanto si vuole, possibilità di salvarsi). Inoltre, è ovvio, preferirà sempre una condizione rispetto ad un'altra se nella prima di queste egli ha maggiori possibilità di vittoria.
Osserviamo anche che accettare l'assioma {\displaystyle (DV)} vuol dire accettare conseguenze molto profonde sui ragionamenti dei giocatori. Possiamo osservare questo nel seguente esempio. Qui ci riferiremo alla versione originale, in cui non è prevista la regola che permette ai conigli di fuggire in branco.
Supponiamo che {\displaystyle n=4}, allora il giocatore {\displaystyle 1} non dirà lupo; infatti, se lo facesse, lascerebbe il giocatore {\displaystyle 2} nella condizione di dire coniglio, poiché altrimenti i giocatori {\displaystyle 3} e {\displaystyle 4}, già sconfitti, per ipotesi {\displaystyle (DV)} direbbero lupo. A quel punto tutti i giocatori risulterebbero lupi e perciò tutti perdenti, per questo motivo allora il giocatore 2 deve provare a dire coniglio. Tuttavia a questo seguirebbe, per le ragioni già esposte, ossia per l'ipotesi {\displaystyle (DV)}, che il giocatore {\displaystyle 3} dirà coniglio e il giocatore {\displaystyle 4} dirà lupo. Tuttavia questa configurazione vede il giocatore {\displaystyle 2} come perdente; in particolare egli è perdente a causa della scelta del giocatore {\displaystyle 1} di dire lupo. Questo però contraddice l'assioma {\displaystyle (DV)}, poiché il giocatore {\displaystyle 2} sa razionalmente che il giocatore {\displaystyle 1} lo ha condannato alla sconfitta. Perciò in realtà, se il giocatore {\displaystyle 1} dice lupo, il giocatore 2 dirà lupo, da cui seguirà che anche gli altri due giocatori saranno lupi e tutti saranno perdenti. Ne segue che il giocatore {\displaystyle 1} preferirà dire coniglio.
Questo esempio ci permette anche di vedere perché sia stata introdotta la regola che permette la fuga di tutti i conigli. Infatti, continuando il precedente esempio, si avrebbe giocatore {\displaystyle 1=coniglio}, giocatore {\displaystyle 2=coniglio}, giocatore {\displaystyle 3=lupo}, giocatore {\displaystyle 4=lupo} (si noti in particolare come nella versione originale non sia equivalente assumere o non assumere l'ipotesi {\displaystyle (M)}). Ne segue che il giocatore {\displaystyle 1} perde anche in questo caso e il problema non ammette soluzione. Con l'introduzione della regola sulla fuga dei conigli, non è invece vero che, se giocatore {\displaystyle 1=lupo}, giocatore {\displaystyle 2=coniglio}, giocatore {\displaystyle 3=coniglio}, allora segue giocatore {\displaystyle 4=lupo}.
Torniamo quindi alle regole esposte inizialmente e continuiamo ad assumere {\displaystyle (DV)}. In generale dovremo distinguere due casi, a seconda della parità di {\displaystyle n}.
Se {\displaystyle n=2k+1} è dispari avremo (senza, in realtà, bisogno di invocare l'assioma {\displaystyle (DV)}) la seguente configurazione:
{\displaystyle 1=lupo,...,k=lupo,k+1=coniglio,...,2k+1=coniglio}
Se invece {\displaystyle n=2k} è pari, avremo:
{\displaystyle 1=lupo,...,k-1=lupo,k=coniglio,...,2k=coniglio}
Vale la pena osservare che il motivo per il quale l'ipotesi {\displaystyle (M)} non viene di norma considerata è un fatto di modellizzazione. Infatti anche in questo caso accettare l'assioma comporta conseguenze profonde nel modo di ragionare dei giocatori, parallele a quelle che comporta l'assioma {\displaystyle (DV)}. Tuttavia appare più ragionevole, o comunque più rappresentativo della realtà, assumere quelle che sono le conseguenze di {\displaystyle (DV)}, ossia regolare le proprie scelte per paura della vendetta altrui. Molto meno rappresentative della realtà sono le conseguenze di {\displaystyle (M)}, che tendono ad identificare i concetti di magnanimità e di fiducia nella magnanimità altrui, concetti evidentemente molto diversi.

## Possibili soluzioni
Le soluzioni base stabili sono ovviamente possibili soluzioni. Mentre però per {\displaystyle n} dispari l'analisi alle  strategie dominate lascia la presente come unica strategia possibile, nel caso di {\displaystyle n} pari il discorso non è così semplice. Guardiamo ad esempio al caso {\displaystyle n=4}. Abbiamo detto che la strategia "giocatore {\displaystyle 1=lupo}, giocatore {\displaystyle 2=coniglio}, giocatore {\displaystyle 3=coniglio}, giocatore {\displaystyle 4=coniglio}" è un equilibrio, d'altra parte si ha che se "giocatore {\displaystyle 1=coniglio}, giocatore {\displaystyle 2=coniglio}, giocatore {\displaystyle 3=coniglio}", allora "giocatore {\displaystyle 4=coniglio}" per la regola sulla fuga dei conigli. Allora, con atteggiamento che richiama l'assioma {\displaystyle (M)}, se "giocatore {\displaystyle 1=coniglio}, giocatore {\displaystyle 2=coniglio}" possiamo ragionevolmente avere "giocatore {\displaystyle 3=coniglio}". Tutto sta quindi alla decisione che prenderà il giocatore {\displaystyle 1}: se "giocatore {\displaystyle 1=lupo}" è perché egli spera che la strategia attuata sarà la soluzione base stabile, dunque in particolare spera in
{\displaystyle (A)}: giocatore {\displaystyle 1=lupo} ⇒ giocatore {\displaystyle 2=coniglio};
d'altra parte, se "giocatore {\displaystyle 1=coniglio}", allora entrambe le seguenti configurazioni, "giocatore {\displaystyle 1=coniglio}, giocatore {\displaystyle 2=coniglio}, giocatore {\displaystyle 3=coniglio}, giocatore {\displaystyle 4=coniglio}" e "giocatore {\displaystyle 1=coniglio}, giocatore {\displaystyle 2=lupo}, giocatore {\displaystyle 3=lupo}, giocatore {\displaystyle 4=lupo}", lo vedono come vincitore, dunque in particolare egli spera in
{\displaystyle (B)}&{\displaystyle (C)}:  giocatore {\displaystyle 2=coniglio} ⇒ giocatore {\displaystyle 3=coniglio} & giocatore {\displaystyle 2=lupo} ⇒ giocatore {\displaystyle 3=lupo}.
Si osserva quindi come {\displaystyle (A)} dipenda dall'assioma standard, come {\displaystyle (B)} dipenda dall'ipotesi {\displaystyle (M)} e come {\displaystyle (C)} dipenda da {\displaystyle n} (nel senso che più {\displaystyle n} è grande, più {\displaystyle (C)} diventa una scelta probabile).
Questa analisi non fornisce quindi ulteriori soluzioni, ma mette in mostra i limiti di applicazione della soluzione base stabile.

### Strategia del giocatore macchina
Un interessante approccio è quello che in molti giochi viene definita strategia del giocatore macchina. Tale approccio impone di vedere i ragionamenti del giocatore come una sequenza di istruzioni in un ordine prestabilito. Vediamo subito un esempio relativo al gioco del coniglio in cui seguiamo il ragionamento del giocatore {\displaystyle 1}, nel quale esempio, come spesso accade, viene di fatto richiesto che tutti i giocatori ragionino allo stesso modo. Scriveremo {\displaystyle k\in (W,p)} se il giocatore {\displaystyle k} risulta vincitore con probabilità almeno p, scriveremo {\displaystyle k\in (X-W,q)} se il giocatore {\displaystyle k} risulta perdente con probabilità almeno q, scriveremo {\displaystyle k\in C} se il giocatore {\displaystyle k} è un coniglio, scriveremo {\displaystyle k\in L} se il giocatore {\displaystyle k} è un lupo.

#### Algoritmo 1
1. Se {\displaystyle 1\in C} implica {\displaystyle 1\in (W,p)} con {\displaystyle p>0} allora {\displaystyle 1\in C}, altrimenti
2. Se {\displaystyle 1\in L} implica {\displaystyle 1\in (W,p)} con {\displaystyle p>0} allora {\displaystyle 1\in L}

Due osservazioni: a rigore il connettivo logico implica andrebbe sostituito con in connettivo and (ricordiamo che se il primo termine di un'implicazione è falso allora l'implicazione è sempre vera, ma non è questo quello che vogliamo), tuttavia, anche se logicamente scorretta, preferiamo lasciare la parola implica che informalmente comunica il contenuto corretto; l'altra osservazione è che chiedersi se {\displaystyle k\in W} (in questo caso {\displaystyle k=1}) vuol dire chiedersi l'identità di tutti i concorrenti e vedere se di conseguenza {\displaystyle k\in W}, quindi algoritmicamente chiedersi se {\displaystyle k\in W} vuol dire valutare l'identità di tutti i giocatori {\displaystyle j<k} (o in generale di tutti i giocatori di cui già si conosce l'identità) e riapplicare l'algoritmo per tutti i giocatori {\displaystyle j>k} (o in generale per tutti i giocatori di cui ancora non si conosce l'identità).

### Algoritmo 2
1. Se {\displaystyle 1\in L} implica {\displaystyle 1\in (W,p)} con {\displaystyle p>0} allora {\displaystyle 1\in L}, altrimenti
2. Se {\displaystyle 1\in C} implica {\displaystyle 1\in W} allora {\displaystyle 1\in C}

### Strategia Tit for Tat
Una possibile gruppo di soluzioni è quella che vede gli {\displaystyle n} concorrenti come applicatari la strategia Tit for Tat, o strategia "pan per focaccia". Questa vedrebbe i concorrenti partire con le migliori intenzioni e con l'intento di cooperare tra loro. Se un concorrente viola la cooperazione, allora gli altri si comporteranno di conseguenza, perpetrandorgli un torto proporzionale a quello ricevuto.
Più in generale, possiamo immaginare i nostri concorrenti come disposti a cooperare tra loro a patto di avere sufficiente fiducia nei concorrenti successivi a loro. Possiamo considerare una funzione di fiducia {\displaystyle f(i,t(i))} che abbia un dato iniziale per ciascun concorrente {\displaystyle i}, che per ogni comportamento cooperativo si incrementi e che per ogni comportamento non cooperativo si decrementi (la funzione {\displaystyle t(i)} potrebbe ad esempio contare la differenza tra giocatori cooperativi e non cooperativi tra i primi {\displaystyle n-1} giocatori, oppure, più severamente, potrebbe contare solo i comportamenti non cooperativi). A ciascun concorrente possiamo inoltre associare un valore {\displaystyle M} tale che se {\displaystyle f(i,t(i))<M} allora egli deciderà di giocare in maniera non cooperativa.

## Varianti
Una possibile variante di gioco del coniglio, descritta per la prima volta da Anatol Rapoport nel 1981, è quella che vede cominciare il gioco con un ulteriore giro di preparazione, nel quale i concorrenti dichiareranno, in forma di vincolo, sotto quali condizioni essi si proclameranno lupi o conigli. In particolare il concorrente {\displaystyle i}-esimo dichiarerà che se {\displaystyle k} tra i primi {\displaystyle i-1} concorrenti si proclameranno lupi, allora egli si proclamerà lupo (non è, ovviamente, un se e solo se).
Tale variante fu concepita nell'ambito di una possibile strategia ottimale da parte dei giocatori nel gioco classico, essendo, secondo Rapoport, la deterrenza la chiave per la vittoria comune da parte dei giocatori. Nella teoria economica, essa trova un equivalente nella proclamazione dello sciopero da parte delle classi più deboli a sfavore delle più abbienti.

## Parallelo con altri giochi
A differenza di altri giochi presentati nell'ambito della teoria dei giochi, il gioco del coniglio prevede, nell'approccio alle sue soluzioni base stabili, convenga da subito assumere che tutti i giocatori ragionino perfettamente e che, in particolare, il fatto assiomatico che fa prendere a tutti i giocatori la stessa decisione in situazioni tra loro analoghe è noto a ciascuno dei giocatori. Vale a dire che ciascuno dei concorrenti può prevedere per intero i ragionamenti di tutti gli altri. Questo dato, che in molti casi produce soluzioni che banalizzano il gioco, come avviene del dilemma dei due prigionieri e che spesso non è aderente alla realtà, nel gioco del coniglio dà luogo a soluzioni che rispecchiano l'andamento empirico del gioco quando somministrato a giocatori reali. È quindi giustificato studiare il problema attraverso soluzioni base stabili.

## Curiosità
Talvolta, in italiano, viene chiamato gioco del coniglio anche il chicken game, gioco esemplificato dal finale del film Gioventù bruciata. Tale confusione è dovuta al fatto che i due giochi vennero introdotti nello stesso periodo e il chicken game, mediaticamente più famoso, prese il nome di entrambi.